# Suillaceae
Familien Suillaceae hører til ordenen Rørhatte, og den er udbredt over hele verden med 58 arter.

## Kendetegn
Alle arter i familien har som mange rørhatte et frugtlegeme med rørformede sporegemmer. Slægten Truncocolumella udvikler dog trøffelagtige frugtlegemer. Denne familie adskiller sig fra Rørhat-familien ved, at arterne rummer specielle farvestoffer, der er dannet gennem fenylering af fenoler og kinoner som f.eks. cavipetin, suillin og boviquinon. Sporerne er farvede, glatte og elleiptiske til tenformede.

## Økologi
Hele familien er mykorrhizadannende, men kun i forhold til nåletræer, hvad der også adskiller den fra Rørhat-familien.
| Beskrevne slægter |

- Psiloboletinus med en enkelt art: Psiloboletinus lariceti [2]
- Suillus
- Truncocolumella